# Albert S. White
Albert S. White (Orange megye, 1803. október 24. – Stockwell, 1864. szeptember 4.) az Amerikai Egyesült Államok szenátora (Indiana, 1839–1845).